# Igreja da Lapa (Braga)
A Igreja da Lapa localiza-se na antiga freguesia de São João do Souto, na atual freguesia de Braga (São José de São Lázaro e São João do Souto), no centro histórico da cidade de Braga, no Distrito de Braga, em Portugal, estando compreendida no Edifício das Arcadas, na Praça da República.

## História
Em 1757 o padre Ângelo de Sequeira, cónego da Sé de São Paulo (Brasil), encontrava-se em Braga a fazer pregações. Escolheu como local a Arcada, local onde eram comercializados os géneros na cidade, tendo aí colocado uma estampa de Nossa Senhora da Lapa. Aí pregava, rezava o terço e cantava, com tal entusiasmo que contagiava o povo. Diante da força que a devoção adquiriu, o então arcebispo de Braga, D. Gaspar de Bragança, autorizou a construção de uma capela.
As obras iniciaram-se em 9 de setembro de 1761, com projeto atribuído a André Soares. O templo foi consagrado em 7 de setembro de 1767. Dois anos depois procedia-se à demolição da capela de Santa Ana, situada em frente. A torre sineira, recuada, só foi erigida em 1771, em cima de um dos torreões da cerca do antigo castelo da cidade.

## Características
O templo, oitocentista, apresenta estilo neoclássico, com a torre sineira adossada.
Em seu interior destacam-se o revestimento com azulejos de padrão oitocentista, o coro-alto de perfil recortado com balaustrada em madeira, e um órgão.